# Emblemariopsis diaphana
Emblemariopsis diaphana är en fiskart som beskrevs av Longley 1927. Emblemariopsis diaphana ingår i släktet Emblemariopsis och familjen Chaenopsidae. Inga underarter finns listade i Catalogue of Life.